# Fontaine-Notre-Dame (Aisne)
Fontaine-Notre-Dame ist eine französische Gemeinde mit 379 Einwohnern (Stand 1. Januar 2022) im Département Aisne in der Region Hauts-de-France (vor 2016 Picardie). Sie gehört zum Arrondissement Saint-Quentin, zum Kanton Saint-Quentin-2 und zum Gemeindeverband Saint-Quentinois.

## Geographie
Die Gemeinde Fontaine-Notre-Dame liegt vier Kilometer südöstlich der Somme-Quelle und zwölf Kilometer ostnordöstlich von Saint-Quentin. Nachbargemeinden von Fontaine-Notre-Dame sind Fieulaine im Nordosten, Bernot im Osten, Neuvillette im Südosten, Marcy im Süden, Homblières im Westen sowie Fonsomme im Nordwesten.

## Bevölkerungsentwicklung
| Jahr                       | 1962 | 1968 | 1975 | 1982 | 1990 | 1999 | 2011 | 2021 |
| -------------------------- | ---- | ---- | ---- | ---- | ---- | ---- | ---- | ---- |
| Einwohner                  | 452  | 409  | 376  | 418  | 424  | 382  | 382  | 381  |
| Quellen: Cassini und INSEE |      |      |      |      |      |      |      |      |

## Sehenswürdigkeiten
- Kirche der Geburt der Heiligen Jungfrau (Église de la Nativité-de-la-Sainte-Vierge)
- Lavoir

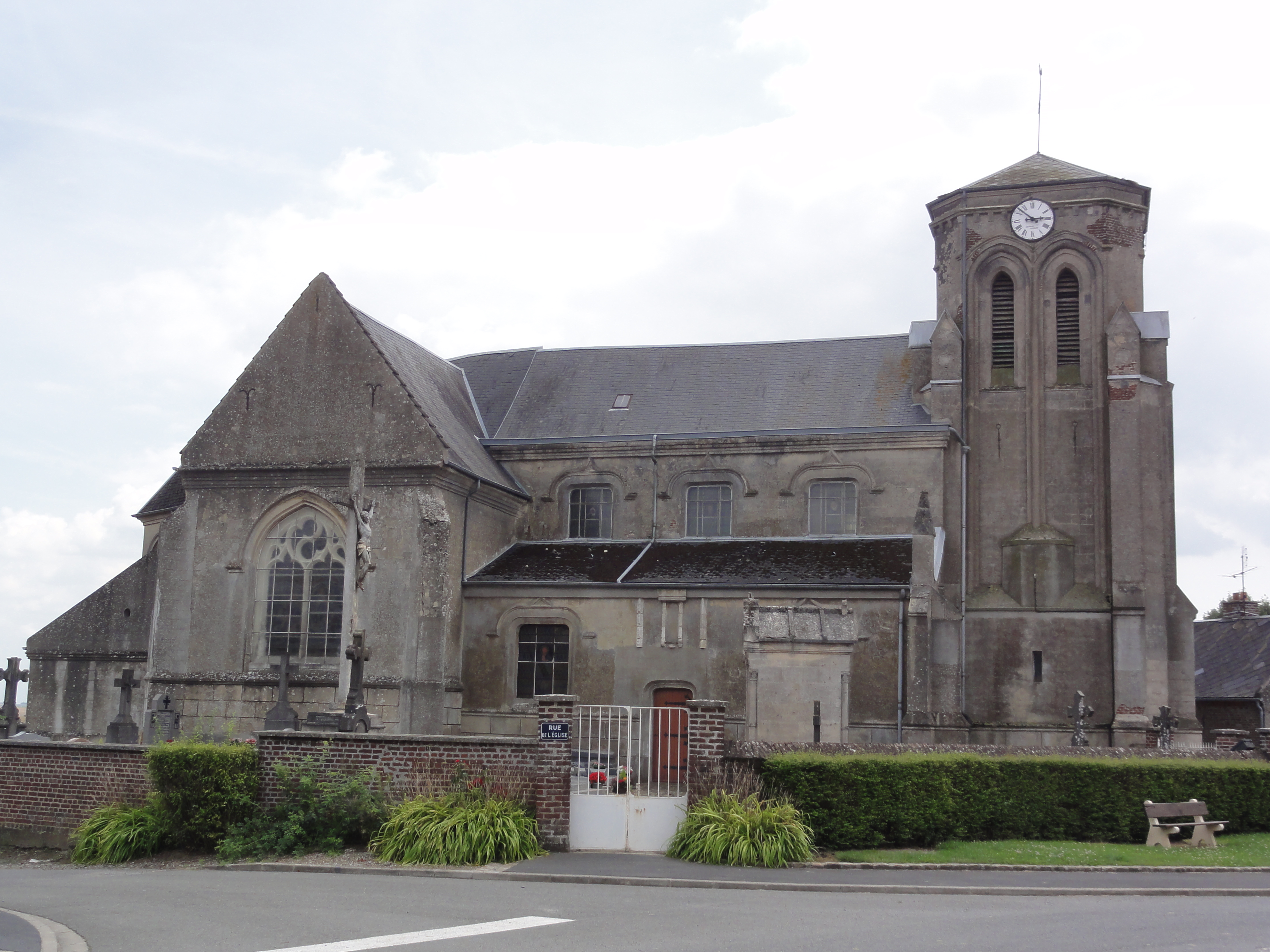
Kirche der Geburt der Heiligen Jungfrau
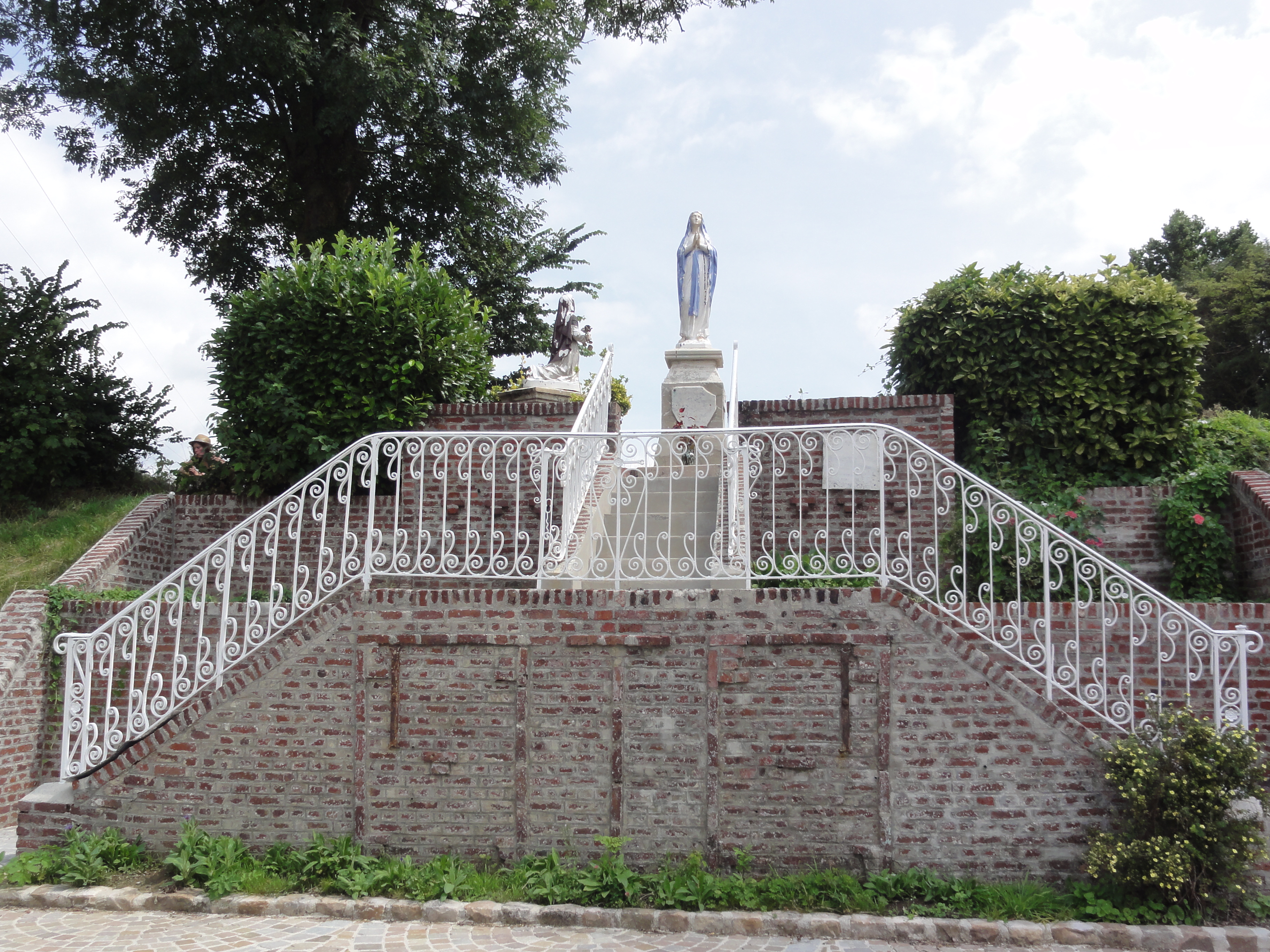
Marienstatue
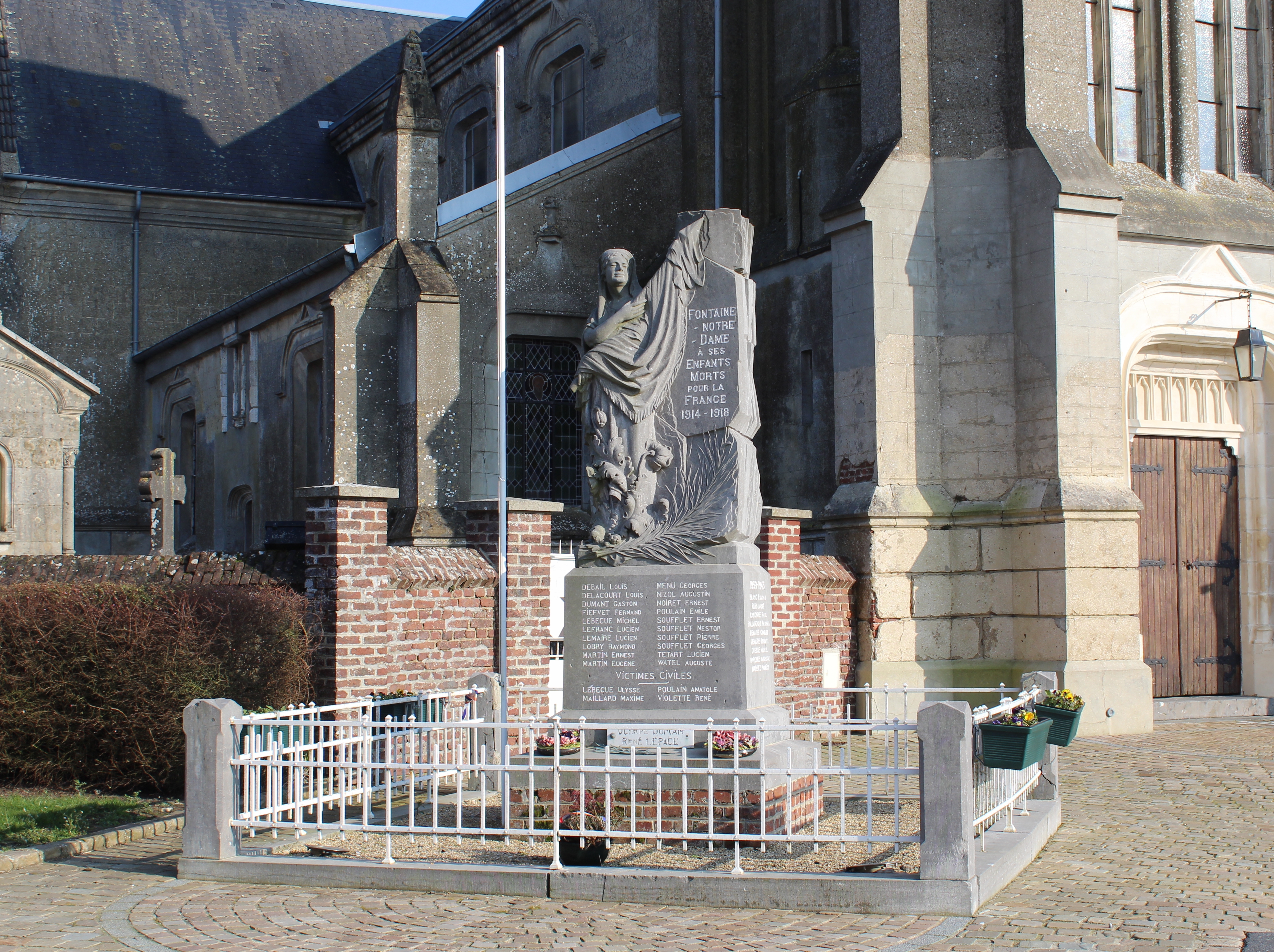
Gefallenendenkmal